# 미국 고립주의
미국 고립주의 (American isolationism, 또는 United States non-interventionism)는 미국의 역사가운데 일어난  미국정부 및 미국인들이 가진 다른 나라들과의 관계에 대한 접근방식 중 하나를 말하며, 국가간의 동맹이 오히려 전쟁을 가져온다는 전제 하에 만들어진 결과를 뜻한다. 단순히 고립주의라고도 쓰이며 주로, 보수주의의 외교정책에서 종종 사용되고 있다.    

## 역사적 배경
1723년에 영국 최초의 휘그당 (영국) 수상이었던 로버트 월폴은 " 나의 정치는 가능한 한 모든 관여에서로부터 자유롭게 유지 되도록 하는 것이다"라고 말했다.  그는 경제적 이익을 중시하였으며, 힘의 균형을 유지하기 위하여 유럽의 사태에 개입하는 생각을 거부하였다.  하지만, 미국 독립 혁명시, 제2차 대륙의회는 프랑스와의 동맹을 형성할 것을 논의하였으며,  만일 동맹하지 않으며 미국혁명전쟁에서 패할 것을 두려워 한 나머지, 반개입주의를 포기하였다.  이 때에 벤저민 프랭클린은 1778년에 이 회의에 참여하였다. 

## 같이 보기
- 간섭주의
- 고립주의